# We May Never Love Like This Again
We May Never Love Like This Again es una canción del año 1974 escrita y compuesta por los estadounidenses Al Kasha y Joel Hirschhorn para la película The Towering Inferno (llamada Infierno en la torre en Hispanoamérica y El coloso en llamas en España), ganadora del premio Óscar a la mejor canción original de dicho año. En su versión original está cantada por Maureen McGovern, quien también interpreta brevemente la canción durante una escena de la película.

## Descripción
La canción fue lanzada al mercado en enero de 1975 por la compañía discográfica 20th Century Fox Records. Tiene una duración de 2 min 10 s.
Maureen McGovern había ganado dos años antes el mismo premio Óscar por la canción The Morning After para la película La aventura del Poseidón.